# Bashir Abdi
Bashir Abdi (El Afweyn, 10 de fevereiro de 1989) é um atleta belga, duas vezes medalhista olímpico na maratona.
Nascido na Somalilândia, quando tinha oito anos, sua família mudou-se para o Djibouti. Ele então passou um ano e meio na Etiópia, antes de se estabelecer na Bélgica. Lá, aos 16 anos, começou a treinar no Racing Club Gent Athletics, ao lado do irmão Ibrahim. Nos Jogos Olímpicos de Tóquio 2020 conquistou a medalha de bronze na  maratona com o tempo de 2:10:00.
Em Paris 2024 ele voltou a medalhar na maratona, conquistando a medalha de prata em 2:06:47, naquela que foi a mais rápida maratona olímpica de todos os tempos, com o recorde olímpico de 16 anos sendo quebrado e sete corredores completando a prova abaixo de 2:08.